# 横浜ミナト Championship 〜Fujiki Centennial〜
横浜ミナト Championship 〜Fujiki Centennial〜（よこはまみなと ちゃんぴおんしっぷ ふじき せんてにある）は2023年から2024年まで藤木企業株式会社と株式会社三協が主催、日本ゴルフツアー機構公認で開催されていた男子プロゴルフトーナメントである。一部メディアでは、「横浜ミナト選手権」と表記される場合がある。

## 概要
2022年12月19日に国内男子ツアーの新規大会として本大会を2023年から開催すると発表した。
会場は神奈川県横浜市の横浜カントリークラブで行われ、第1回の賞金総額は1億円となっている。
なお2024年大会ではLIVゴルフで認められている短パンの使用が許可されている。

## 歴代優勝者
| 開催年 | 優勝者   | 優勝スコア | 2位との差 | 2位（タイ）  | 優勝賞金 （¥） |
| ------ | -------- | ---------- | --------- | ------------ | -------------- |
| 2023年 | 中島啓太 | 271（-13） | 1         | 蟬川泰果     | 20,000,000     |
| 2024年 | 米澤蓮   | 262（-22） | 3         | 阿久津未来也 | 24,000,000     |

## テレビ中継
BS朝日で大会3日目及び最終日が生中継される。2024年はゴルフネットワークでも放送された。